# Werner Quintens
Werner Quintens (* 21. März 1937 in Ostende; † 10. Januar 2005 in Belgien) war ein belgischer römisch-katholischer Priester.
Quintens wurde am 26. Juli 1962 in Mariakerke zum Priester geweiht. Er promovierte in Rom am Pontificium Institutum Biblicum. 1967 wurde er in Brügge Professor für Altes Testament. Er folgte damit Maurits Sabbe in seinem Amt. 1972 berief ihn Papst Paul VI. an das Päpstliche Belgische Kolleg in Rom und ernannte ihn 1974 zum Ehrenkaplan Seiner Heiligkeit. Quintens war von 1972 bis 2003 kirchlicher Berater an der belgischen Botschaft beim Heiligen Stuhl. Am 25. Februar 1987 ernannte ihn Johannes Paul II. zum Päpstlichen Ehrenprälaten. Von 1989 bis 1997 war Quintens zudem Kirchenrektor der Flämischen Nationalkirche San Giuliano dei Fiamminghi in Rom.
Nach kurzer Krankheit starb er am 10. Januar 2005.